# Kilani (Zypern)
Kilani (griechisch Κοιλάνι) ist eine Gemeinde im Bezirk Limassol in der Republik Zypern. Bei der Volkszählung im Jahr 2021 hatte sie 177 Einwohner.

## Name
Zur Herkunft des Ortsnamens gibt es drei verschiedene Versionen. Eine Version besagt, dass bis zur byzantinischen Ära war das Dorf nach dem Sohn des mythischen Königs Kinyras, Kourievs, als Kurio bekannt. Zur Zeit der fränkischen Besetzung wurde es in Kilani umbenannt. Eine Andere besagt, dass der Name von der antiken Stadt Kyllini auf Peloponnes stammt. Wieder andere meinen, der Name komme von der Lage des Dorfes, in einem Tal.

## Lage und Umgebung

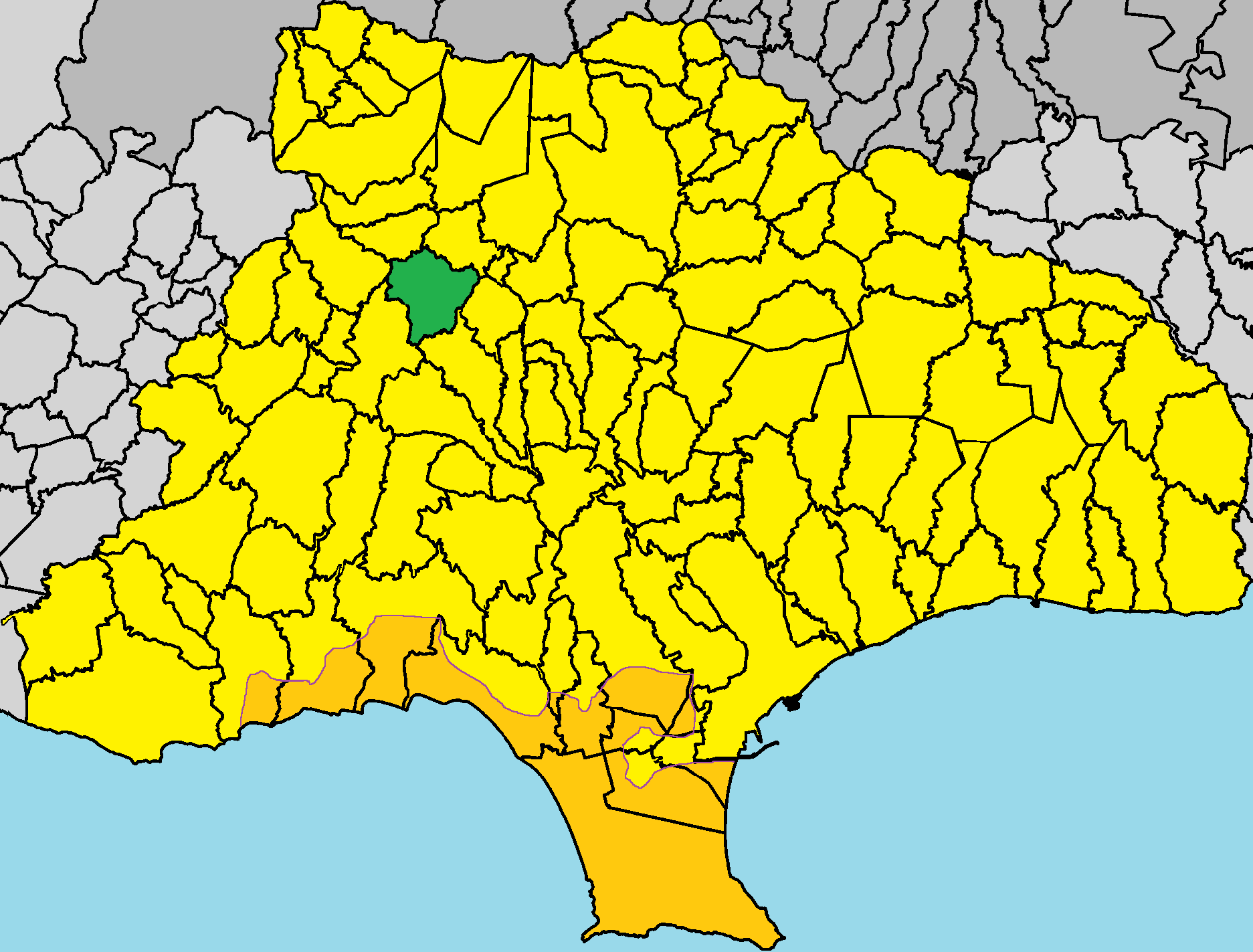
Lage im Bezirk Limassol

Kilani liegt eher im Süden der Mittelmeerinsel Zypern auf einer Höhe von etwa 800 Metern, etwa 36 Kilometer nordwestlich von Limassol.
Das etwa 11,5 Quadratkilometer große Dorf grenzt im Westen an Omodos, im Südwesten an Vouni, im Südosten an Lofou, im Osten an Silikou, im Nordosten an Pera Pedi und im Südwesten an Mandria. Es befindet sich im Troodos-Gebirge. Die Straße B8 und dann die Straße F606 führen zum Dorf.

## Geschichte
Das Dorf war seit der Antike bewohnt. Es war eine Kolonie der Arkadier, eine Tatsache, die durch die Toponyme der Gegend bestätigt wird. In Kilani wurden Gräber mit Gefäßen aus der Römerzeit sowie Überreste aus verschiedenen Epochen der Geschichte Zyperns gefunden.

### Bevölkerungsentwicklung
| Jahr      | 1881 | 1891 | 1901 | 1911 | 1921 | 1931 | 1946 | 1960 | 1976 | 1982 | 1992 | 2001 | 2011 | 2021 |
| Einwohner | 995  | 1119 | 1096 | 1301 | 1279 | 1263 | 1397 | 1034 | 827  | 614  | 337  | 255  | 216  | 177  |